# The 8 Show
The 8 Show (hangeul : 더 에이트 쇼 ; RR : Deo eiteu syo ; MR : Tŏ eit'ŭ syo ; litt. « L'émission à huit ») est une série télévisée sud-coréenne, créée par Han Jae-rim et diffusée depuis le 17 mai 2024 sur la plateforme Netflix. Il s'agit de l'adaptation des deux webtoons, Money Game et Pie Game, signés Bae Jin-soo.

## Synopsis
Huit inconnus se voient proposer de participer à un jeu dans lequel ils seront enfermés à l'intérieur d'un bâtiment et gagneront une somme d'argent substantielle pour chaque minute de jeu. Chacun est séquestré la nuit dans une pièce différente sur huit étages distincts, pendant laquelle ils achètent toutes leurs provisions de base à cent fois leur prix normal en utilisant leurs gains actuels, tandis que pendant la journée, ils peuvent utiliser une partie de leur temps restant pour acheter des provisions pour le groupe.
Au départ, les huit personnes, choisissant de n'être nommées qu'en fonction de leur étage, travaillent ensemble pour tenter de maximiser le temps de jeu restant et les gains individuels tout en vivant dans un confort de base. Cependant, lorsqu'ils découvrent que les étages supérieurs rapportent beaucoup plus d'argent et disposent de chambres plus grandes que les étages inférieurs, une lutte de pouvoir éclate entre les joueurs, tandis qu'ils tentent de comprendre par quels moyens obscurs plus de temps est ajouté au chronomètre de jeu.

## Distribution
- Ryu Jun-yeol(VF : Sébastien Baulain) : 3e étage / Jin-su
- Cheon Woo-hee(VF : Adeline Moreau) : 8e étage / Se-ra
- Park Jeong-min(VF : Vincent Bonnasseau) : 7e étage / Yoo Phillip
- Lee Yul-eum(VF : Lila Lacombe) : 4e étage / Kim Yang
- Park Hae-joon (VF : Pierre Tessier) : 6e étage
- Lee Zoo-young(VF : Emilie Charbonnier) : 2e étage
- Moon Jeong-hee(VF : Sophie Planet) : 5e étage
- Bae Seong-woo(VF : Alexandre Gillet) : 1er étage

Source et légende : Version française (VF) sur RS Doublage

## Production

### Développement
La série est développée sous le titre provisoire Money Game (머니게임), adaptée du webtoon du même titre, ainsi que  sa suite Pie Game, écrits par Bae Jin-soo. Le réalisateur Han Jae-rim, qui a réalisé The Face Reader (2013) et The King (2017), cherchait un nouveau projet après Défense d'atterrir (2021) et s'est associé au Studio N pour produire la série. Il est également prévu que la série soit diffusée sur une plateforme OTT. En décembre 2023, le plateforme Naver Webtoon annonce que Netflix reprend la franchise sous le nouveau titre The 8 Show.
Studio N et Magnum Nine ont géré la production tandis que Lotte Cultureworks est coproducteur et investisseur de la série.
Son budget est plus de 24 milliards won (soit 20,98 millions de dollars) investis.
En décembre 2023, Naver Webtoon annonce que The 8 Show diffuserait en 2024 sur la plateforme Netflix dans le monde entier. Quatre mois plus tard, Netflix confirme que la série sortira le 17 mai 2024.

### Attribution des rôles
En décembre 2021, Ryu Jun-yeol et Bae Seong-woo sont choisis pour leurs rôles principaux. Cela constitue le retour de Bae Seong-woo à la télévision après une pause afin de réfléchir aux conséquences de sa conduite sous influence en novembre 2020.
En janvier 2022, Ryu Jun-yeol et Bae Seong-woo, ainsi que Lee Ji-eun, Park Jeong-min et Park Hae-joon, confirment leurs apparitions dans la série. En avril, Moon Jeong-hee, Lee Yul-eum et Lee Zoo-young rejoignent l'équipe. En mai, Lee Ji-eun qui vient de quitter la série est remplacé par Cheon Woo-hee.

### Tournage
Le tournage commence en mai 2022 et se termine le 23 décembre,.

### Fiche technique
- Titre original : 더 에이트 쇼
- Titre international et français : The 8 Show
- Création et réalisation : Han Jae-rim
- Scénario : Han Jae-rim, d'après les webtoons, Money Game et Pie Game, signés Bae Jin-soo[1]
- Sociétés de production : Lotte Cultureworks, Magnum Nine et Studio N
- Société de distribution : Netflix
- Budget : 24 milliards ₩[5]
- Pays de production :  Corée du Sud
- Langue originale : coréen
- Format : couleur
- Genre : comédie dramatique, thriller
- Nombre de saison : 1
- Nombre d'épisode : 8
- Durée : 46 à 68 minutes
- Date de première diffusion : 17 mai 2024 sur Netflix